# Syzygium watutense
Syzygium watutense är en myrtenväxtart som beskrevs av Lyndley Alan Craven och Neil Snow. Syzygium watutense ingår i släktet Syzygium och familjen myrtenväxter. Inga underarter finns listade i Catalogue of Life.